# شبت
الشبت نبات عشبي حولي يتبع جنس الشبت من الفصيلة الخيمية.

## أسمائه
الستوت أو الشِّبِتُّ أو الشِّبِثُ أو السِّبِتُ (أَصلها بالفارسية: شِوِد،) أو الشبنت أو الحَزا أو الحزاء أو أو الحزاءة أو سذاب البرّ أو ستون ويسمى في فلسطين عين الجرادة

## الموئل والانتشار
موطنه المغرب العربي وإسبانيا والبرتغال وقبرص وبعض مناطق أوروبا.[محل شك] ويوجد اليوم في مناطق كثيرة من العالم. يزرع في جنوب غرب ووسط آسيا. يستخدم في العديد من الأطعمة وخاصة الحساء والمأكولات البحرية.

## المكونات الأساسية
تحتوي الثمار على زيت الشبت، يحتوي على الكَرفون Carvone بنسبة 53- 63%، ومركبات الليمونين (بالإنجليزية: Limonene)، والفيلاندرين (بالإنجليزية: Phellandrene)، والأبيول (بالإنجليزية: Apiole) وهو محفز شديد لتدفق الحيض، والشبت غني باليخضور (بالإنجليزية: Chlorophyll)وهو أحد منعشات الفم القوية.

## محاذيـر الاستخدام
يجب على الحوامل عدم استخدامه في جرعات علاجية متتالية حتى لا يسبب لهن مشاكل، ويمكنهن استخدام قدر ضئيل منه عند اللزوم فقط، بخلاف ذلك لا توجد محذورات من استعمال الشبت.

## المعلومات الغذائية
يحتوي كل 100غ من الشبت الطازج، بحسب وزارة الزراعة الأميركية على المعلومات الغذائية التالية :
- السعرات الحرارية: 43
- الدهون: 1.12
- الدهون المشبعة: 0.06
- الكاربوهيدرات: 7.02
- الألياف: 2.1
- البروتينات: 3.46
- الكولسترول: 0

## معرض الصور

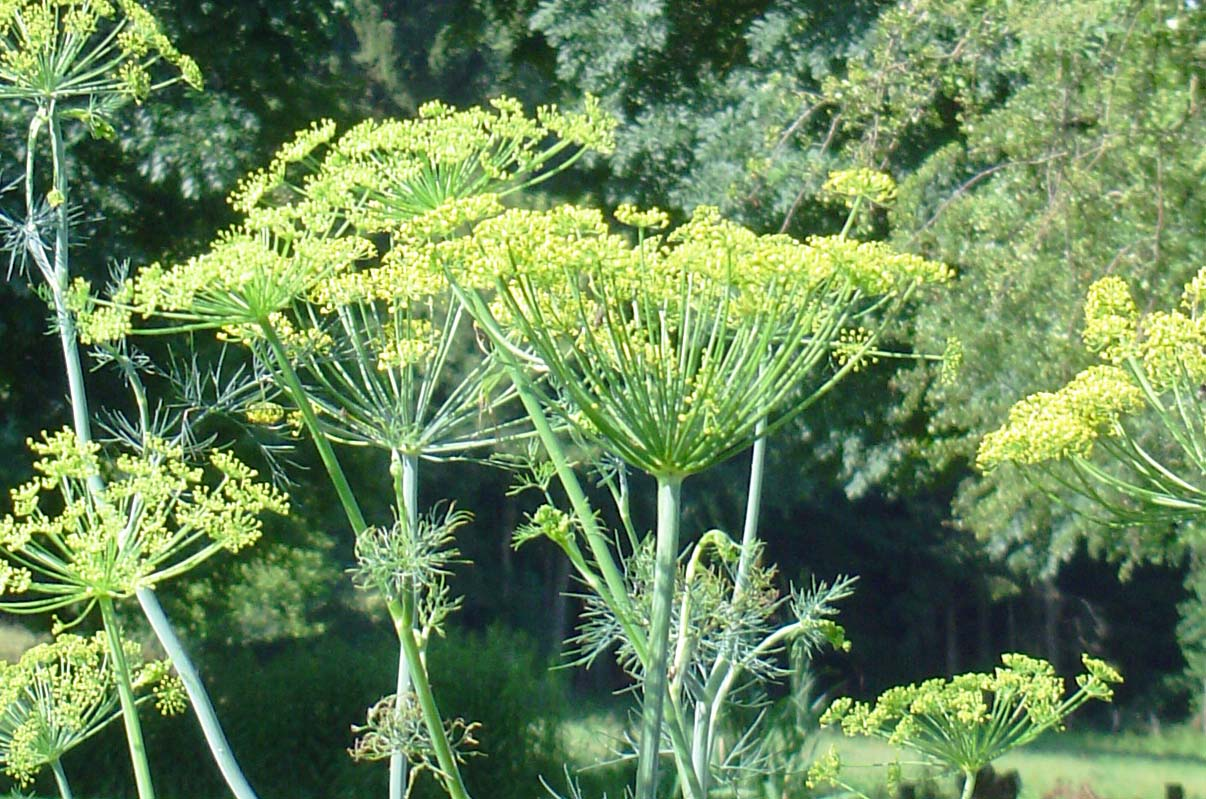
نبات الشبت

## وصلات خارجية
المعلومات الغذائية عن الشبت الطازج